# All the Best Cowboys Have Chinese Eyes
All the Best Cowboys Have Chinese Eyes je třetí oficiální sólové album anglického rockového hudebníka a skladatele Petea Townshenda, kytaristy The Who.

## Sezbam skladeb
Autorem všech skladeb je Pete Townshend, pokud není uvedeno jinak.
| Pořadí | Název                                            | Délka |
| ------ | ------------------------------------------------ | ----- |
| 1.     | Stop Hurting People                              | 3:55  |
| 2.     | The Sea Refuses No River (Townshend, Alan Rogan) | 5:53  |
| 3.     | Prelude (Townshend, Andy Newman)                 | 1:31  |
| 4.     | Face Dances, Pt. 2                               | 3:24  |
| 5.     | Exquisitely Bored                                | 3:41  |
| 6.     | Communication                                    | 3:19  |
| 7.     | Stardom in Acton                                 | 3:42  |
| 8.     | Uniforms (Corp d'Esprit)                         | 3:42  |
| 9.     | North Country Girl (tradiční)                    | 2:27  |
| 10.    | Somebody Saved Me                                | 4:51  |
| 11.    | Slit Skirts                                      | 4:54  |